# Канко-Мару (909)
Канко-Мару (909) — корабель, який під час Другої світової війни брав участь у операціях японських збройних сил. 
Судно спорудили як вантажне в 1941 році на верфі Nakata Zosen у Осаці для компанії Sanko Kisen.
4 грудня 1941-го «Канко-Мару» реквізували для потреб Імперського флоту Японії, після чого на верфі Tochigi Shoji переобладнали у сітьовий загороджувач, який підпорядкували військово-морському коругу Чінкай (здійснював контроль над водами Кореї та південної частини Японського моря). Щонайменше до листопада 1942-го корабель ніс службу в районі корейських портів Чінкай (наразі район Цзінхе-гу у місті Чханвон) та Пусан, що знаходяться на південно-східному узбережжі Кореї. Не пізніше червня 1943-го центр його діяльності змістився до Дайрену (наразі Далянь в Маньчжурії) та Кунсану (західне узбережжя Кореї), при цьому «Канко-Мару» часто залучали до супроводу конвоїв.
10 листопада 1943-го корабель перевели до Другого Південного експедиційного флоту, що здійснював контроль над окупованими територіями Нідерландської Ост-Індії (за виключенням східної частини, де невдовзі створили Четвертий Південний експедиційний флот). З 14 по 28 листопада 1943-го корабель пройшов в Чінкаї переобладнання у військовий транспорт, під час якого з нього демонтували обладнання для встановлення сітьових загороджень та траління (проте залишили можливість скидання глибинних бомб). 
7 січня 1944-го «Канко-Мару» полишив порт Сасебо (обернене до Східнокитайського моря узбережжя Кюсю), а 20 січня – 3 лютого пройшов в охороні конвоїв від Такао (наразі Гаосюн на Тайвані) через Манілу до південного завершення острова Палаван. Тут «Канко-Мару» відокремився та прослідував до Балікпапану (центр нафтовидобутку на східному узбережжі Борнео), а 13 – 16 лютого супроводив танкеру «Ямбі-Мару» до Сурабаї (головна база на сході острова Ява). 
Починаючи з другої половини лютого 1944-го «Канко-Мару» протягом десяти місяців курсував по Нідерладській Ост-Індії із відвіданням острова Сумбава, Помалаа (південно-східний півострів острова Целебес, де на родовищі нікелевої руди працював плавильний завод), Біма (острів Тимор), Сіса (тут на острові Флорес знаходився японський аеродром), Менадо, Кедарі та Макассару (північно-східний, південно-східний та південно-західний півострови Целебесу відповідно), Балікпапану (центр нафтовидобутку на східному узбережжі Борнео). Крім того, з 23 квітня по 7 травня корабель здійснив круговий рейс з Сурабаї до острова Різдва (у Індійському океані за чотири сотні кілометрів на південь від західного завершення Яви). Оскільки на «Канко-Мару» залишалось певне озброєння та гідрофон, у деяких рейсах він також міг виконувати функцію ескорту. 
16 – 19 листопада 1944-го корабель задіяли для буксирування з району Балікпапану до Сурабаї транспорту «Хоккай-Мару», який в другій половині вересня підірвався на міні та викинувся на мілину.
5 січня 1945-го «Канко-Мару» вийшов з Сурабаї в конвої до Балікпапану. Ввечері тієї ж доби загін перебував в центральній частині Яванського моря за сотню кілометрів на північний захід від острова Бавеан, де «Канко-Мару» та переобладнаний сітьовий загороджувач «Шунсен-Мару» були торпедовані та потоплені американським підводним човном USS Cavalla.